# Glas (bok)
Glas (franska: "klockklämtning vid dödsfall", "själaringning") är en bok av den franske filosofen Jacques Derrida, utgiven 1974. I boken söker Derrida sammanföra Georg Wilhelm Friedrich Hegels filosofiska teorier och Jean Genets självbiografiska skildringar. Boken är skriven i två kolumner med olika textstorlek: Hegel till vänster och Genet till höger. Denna särskilda ansats med två kolumner har Derrida hämtat från Genets Ce qui est resté d’un Rembrandt déchiré en petits carrés bien réguliers, et foutu aux chiottes (”Resterna av en Rembrandt som rivits i små regelbundna fyrkanter och kastats i toaletten”).
Genom att föra ihop två till synes disparata texter undersöker Derrida hur dessa – ställda mot varandra – kan mana till eftertanke och ge orden, och innehållet i stort, ny mening.